# Бергюзар Корел
Бергюзар Корел (на турски: Bergüzar Korel) е турска актриса.
Известна е с ролята си на Шехерезада в сериала „1001 нощ“. Неин съпруг е актьорът Халит Ергенч (изпълняващ ролята на Онур в сериала „1001 нощ“).

## Биография
Бергюзар Корел е родена на 27 август 1982 година в град Истанбул, Турция.

## Филмография
| Година | Филм                                             | Роля |
| ------ | ------------------------------------------------ | ---- |
| 1999   | Şen Olasın Ürgüp                                 |      |
| 2006   | Долината на вълците - Ирак (Kurtlar Vadisi Irak) |      |
| 2009   | Aşk Geliyorum Demez                              |      |

### Сериали
| Година      | Филм                    | Роля                                                  |
| ----------- | ----------------------- | ----------------------------------------------------- |
| 1998        | Kırık Hayatlar          |                                                       |
| 2001        | Cemalim                 | Suna                                                  |
| 2005        | Zeytin Dalı             | İklim                                                 |
| 2006 – 2009 | 1001 нощ                | Шехерезада Караджа Евлияоглу/Шехерезада Караджа Аксал |
| 2010        | Bitmeyen Şarkı          | Feraye                                                |
| 2012 – 2015 | Справедливостта на Кара | Фериде Шадоолу                                        |
| 2016 –      | Ти си моята родина      | Азизе                                                 |

## Гражданска позиция
Когато на 6 май 2019 година турската Висша избирателна комисия обявява за невалидни резултатите от местните избори в Истанбул от 31 март 2019 година, заради преднината на кандидата на Републиканската народна партия Екрем Имамоглу пред този на управляващата партия и бивш министър-председател Бинали Йълдъръм, тя пише в социалните мрежи как се чувства като боклук, пренебрегната и нехарсвана. Пита, понеже гласуването е задължение за един турски гражданин, как всички гласове са били признати за валидни, но тези от Истанбул са оспорени, и заявява, че ще гласува повторно, водена от обичта към своите Родина, страна и земя, като завършва с цитат от Ататюрк, определящ турците като нация, символ на свободата и независимостта през цялата ѝ история. 